# Вандербильт, Дэвид
Дэвид Вандербильт (англ. David Vanderbilt; 20 августа 1954; Хантингтон (Нью-Йорк)) — американский физик-теоретик, профессор Ратгерского университета, академик Национальной академии наук США.

## Биография
Вандербильт получил степень  бакалавра по физике в Суортмор-колледже  в 1976 году и докторскую степень в 1981 году в Массачусетском технологическом институте. Был постдокторантом в Калифорнийском университете в Беркли, доцентом Гарвардского университета. В 1988 году он получил стипендию Слоуна. С 1991 года профессор Ратгерского университета.

## Научные интересы
Вандербильт занимается численными расчетами электронных структур с приложениями к материаловедении. Среди прочего, он занимается электронной структурой аморфных или других непериодических систем (особенно полупроводников), изоляторами в электрических полях, функциями Ванье и применением фазы Берри в магнитных системах, структурными фазовыми переходами, решеточными вкладами в диэлектрические и пьезоэлектрические эффекты и диэлектрические и пьезоэлектрические свойства новых оксидных материалов, свойства контактных границ и сверхрешеток.

## Премии и награды
- 2006 – премию Анесура Рахмана за «концептуальные прорывы в развитии ультрамягкого псевдопотенциала и современной теории поляризации и ее влияния на изучение свойств материалов»[3].
- 2013 – академик Национальной академии наук[4].
- 2019 – академик Американской академии искусств и наук

## Публикации
- Soft self-consistent pseudopotentials in a generalized eigenvalue formalism, PhyP. Rev. B, Vol. 41, 1990, P. 7892
- with R. D. King-Smith: Theory of polarization of crystalline solids, PhyP. Rev. B, Vol. 47, 1993, P. 1651
- with K. Laasonen, A. Pasquarello, R. Car, C. Lee: Car-Parrinello molecular dynamics with Vanderbilt ultrasoft pseudopotentials, PhyP. Rev. B, Vol. 47, 1993, P. 10142
- with R. D. King-Smith: Electric polarization as a bulk quantity and its relation to surface charge, PhyP. Rev. B, Vol. 48, 1993, P. 4442
- with W. Zhong, R. D. King-Smith: Giant LO-TO splittings in perovskite ferroelectrics, PhyP. Rev. Letters, Vol.72, 1994, P. 3618
- with F. Bernardini, V. Fiorentini: Spontaneous polarization and piezoelectric constants of III-V nitrides, PhyP. Rev. B, Vol. 56, 1997, P. R10024
- with M. Marzari: Maximally localized generalized Wannier functions for composite energy bands, PhyP. Rev. B, Vol. 56, 1997, P. 12847
- with I. Souza, N. Marzari: Maximally localized Wannier functions for entangled energy bands, PhyP. Rev. B, Vol. 65, 2001, P. 035109
- with A. A. Mostofi, J. R. Yates, Y. P. Lee, I. Souza, N. Marzari: Wannier90: A tool for obtaining maximally-localised Wannier functions, Computer Physics Communications, Vol. 178, 2008, P. 685–699
- with N. Marzari, A. A. Mostofi, J. R. Yates, I. Souza: Maximally localized Wannier functions: Theory and applications, Reviews of Modern Physics, Vol. 84, 2012, P. 1419